# ضراس (النادرة)
ضراس محلة تابعة لقرية قذام، التابعة لعزلة المفتاح الاعلى بمديرية النادرة إحدى مديريات محافظة إب في الجمهورية اليمنية، بلغ تعداد سكانها 37 حسب تعداد اليمن لعام 2004.